# Gesetz über die Zwangsversteigerung und die Zwangsverwaltung
Durch das Gesetz über die Zwangsversteigerung und die Zwangsverwaltung (ZVG) werden in Deutschland die Zwangsversteigerung und die Zwangsverwaltung als besondere Verfahren der Zwangsvollstreckung in das unbewegliche Vermögen geregelt.
Das Gesetz beschäftigt sich mit zwei der drei Arten der Vollstreckung in ein Grundstück oder grundstücksgleiches Recht.
Die dritte Vollstreckungsart ist die Eintragung einer Sicherungshypothek als Zwangshypothek in das Grundbuch (vergleiche hierzu § 866, § 867, § 870 Zivilprozessordnung (ZPO)).
Das Gesetz gehört gesetzessystematisch zum Zwangsvollstreckungsrecht der Zivilprozessordnung (siehe § 869 ZPO).

## Gesetzesgliederung
Erster Abschnitt.
Zwangsversteigerung und Zwangsverwaltung von Grundstücken im Wege der Zwangsvollstreckung
Erster Titel. Allgemeine Vorschriften
Zweiter Titel. Zwangsversteigerung
I. Anordnung der Versteigerung
II. Aufhebung und einstweilige Einstellung des Verfahrens
III. Bestimmung des Versteigerungstermins
IV. Geringstes Gebot. Versteigerungsbedingungen
V. Versteigerung
VI. Entscheidung über den Zuschlag
VII. Beschwerde
VIII. Verteilung des Erlöses
IX. Grundpfandrechte in ausländischer Währung
Dritter Titel. Zwangsverwaltung
Zweiter Abschnitt.
Zwangsversteigerung von Schiffen, Schiffsbauwerken und Luftfahrzeugen im Wege der Zwangsvollstreckung
Erster Titel. Zwangsversteigerung von Schiffen und Schiffsbauwerken
Zweiter Titel. Zwangsversteigerung von Luftfahrzeugen
Dritter Abschnitt.
Zwangsversteigerung und Zwangsverwaltung in besonderen Fällen